# Simonsberg Sogn
Simonsberg Sogn (på tysk Kirchspiel Simonsberg) er et sogn på halvøen Ejdersted i det vestlige Sydslesvig, tidligere i Lundebjerg Herred (Strand), senere Tønning Herred (Landskabet Ejdersted), nu i Simonsberg Kommune i Nordfrislands Kreds i delstaten Slesvig-Holsten. 
I Simonsberg Sogn findes flg. stednavne:
- Dreisprung
- Padelak Hallig
- Simonsberg
- Simonsberg Kog
- Weissknie
- mindre dele af Adolfs Kog, Obbens Kog og Nykog